# Niemalsland
Niemalsland ist der deutsche Titel des Buches Neverwhere zur gleichnamigen Miniserie von Neil Gaiman. Die Handlung und die Figuren wurden aus der Serie übernommen. Der Roman wurde ursprünglich bei BBC Books 1996 veröffentlicht und wurde ein großer Erfolg. Die Original-TV-Serie erlangte keine vergleichbare internationale Aufmerksamkeit.

## Handlung
Niemalsland ist die Geschichte von Richard Mayhew und seinen Abenteuern in Unter-London. Zu Beginn der Geschichte ist er ein junger Geschäftsmann mit einem normalen Leben. Das ändert sich, als er einem Mädchen hilft, das wie aus dem Nichts vor ihm aufgetaucht war. Eigentlich auf dem Weg zu einem Abendessen mit seiner Verlobten und ihrem einflussreichen Boss nimmt er die völlig erschöpfte und verletzte Door mit zu sich nach Hause.
Am nächsten Morgen hat sich Door erstaunlich schnell wieder erholt. Sie entsendet Richard, um den Marquis de Carabas zu suchen, den Mann, der ihr helfen kann. Door wird von zwei berüchtigten Auftragsmördern, Mr. Croup und Mr. Vandemar, verfolgt. Der Marquis begleitet Richard zu seinem Apartment, nur um sofort mit Door zu verschwinden. Bald darauf entdeckt Richard, dass er scheinbar nicht mehr existiert. Er verliert seinen Job, seine Verlobte, seine Wohnung, sein gesamtes bisheriges Leben.
Um sein gewohntes Leben zurückzubekommen, beschließt er, Door und den Marquis in Unter-London zu suchen. Seine Reise führt ihn zunächst zu den Rattensprechern. Zusammen mit dem Rattensprecher-Mädchen Anaesthesia, die ihn zu dem nächsten Markt begleiten soll, überquert er die geheimnisvolle Night's Bridge (nach Knightsbridge, einer Londoner U-Bahn-Station), wo er sie verliert. Auf dem Wandermarkt angekommen, findet er Door, die einen Bodyguard sucht.
Die legendäre Leibwächterin "Hunter" schließt sich ihnen an. Door ist auf der Suche nach den Hintermännern am Mord an ihrer Familie. Auf der Suche nach Informationen und Unterstützung begeben sich Door, Richard Mayhew, Hunter sowie der Marquis de Carabas zum Hof des Earl (nach der Londoner U-Bahn-Station Earls Court).
In der Zwischenzeit haben Door und der Marquis Doors Haus aufgesucht und dort einen Tagebucheintrag von Doors Vater gefunden. Darin rät er ihnen, im Notfall Hilfe beim Engel Islington (nach der U-Bahn-Station Angel, Islington) zu suchen. Der Hof des Earl wird in einem Wagen der Londoner U-Bahn abgehalten. Der Marquis ist am Hofe nicht erwünscht und muss sich vom Rest der Gruppe trennen.
Door erfährt, dass sie über den „Angelus“ zu Islington gelangen kann. Der Angelus ist eine Engelsdarstellung im Britischen Museum. Door und Richard begeben sich zum Museum. Hunter kann aufgrund eines Fluches nicht nach Ober-London mitkommen und wartet in einer verlassenen U-Bahn-Station auf die Rückkehr von Door und Richard. Sie finden den Angelus und Door benutzt ihre Gabe des Türenöffnens, um zum Aufenthaltsort des Engels Islington zu gelangen. Islington erklärt, dass er der Beschützer Londons ist. Dies ist seine Strafe für den Untergang von Atlantis, welches auch unter seinem Schutz stand. Er verspricht Door, dass er ihr bei der Aufklärung am Mord an ihrer Familie helfen will. Dazu benötigt er aber einen bestimmten Schlüssel, den die Black Friars (engl. für Dominikaner, aber auch eine Bahnstation) verwahren.
In der Zwischenzeit besucht der Marquis Croup und Vandemar in ihrem Versteck, um eine unbezahlbare Figur aus der Tang-Dynastie gegen Informationen zu tauschen. Er will herausfinden, wer hinter den Morden an Doors Familie steckt. Die Information muss er mit seinem Leben bezahlen; Croup und Vandemar nehmen ihn gefangen, foltern und töten ihn.
Door, Richard und Hunter begeben sich zur Behausung der Black Friars. Dort müssen sie sich drei Prüfungen unterziehen. Hunter gewinnt den Kampf mit einem der Mönche; Door löst ein Rätsel und Richard besteht als erster Herausforderer überhaupt die schwierigste der drei Prüfungen. Mit Hilfe von Trugbildern wird ihm vorgegaukelt, dass seine Abenteuer in Unter-London nur eine Halluzination waren. Kurz bevor er, wie alle seine Vorgänger, Selbstmord begehen kann, erinnert ihn ein Andenken von Anaesthesia in seiner Tasche daran, dass seine Abenteuer real sind. Daraufhin erhält er den Schlüssel von den Mönchen. Richard geht mit größerem Selbstbewusstsein aus der Prüfung hervor. Er ist jetzt zuversichtlich, dass er mit den Herausforderungen in Unter-London fertigwerden kann.
Um den Marquis zu treffen, begeben sich die drei zum nächsten Wandermarkt. Hammersmith, ein Freund von Door (aber auch ein Bezug auf die gleichnamige U-Bahn-Station), fertigt eine Kopie des Schlüssels an. Richard trifft auf die geheimnisvolle Lamia, eine der vampirähnlichen Velvets. Sie bietet ihnen an, sie zu Islington zu führen.

Door, Richard, Lamia und Hunter begeben sich auf den langen Weg abwärts über die Down Street (Londoner U-Bahn-Station). Old Bailey findet den Körper des Marquis und kann ihn mit Hilfe der vorher bei ihm deponierten Lebensessenz wieder erwecken. Der geschwächte Marquis macht sich auf den Weg, um Door und die anderen zu finden. In der Down Street versucht Lamia, Richard die Lebenskraft zu nehmen, als Bezahlung für ihre Dienste als Führer. Der Marquis kann ihn in letzter Sekunde retten.
Es stellt sich heraus, dass Hunter Door an Croup und Vandemar verraten hat. Als Belohnung erhält sie den magischen Speer, den sie benötigt, um das Große Ungeheuer von London zu töten. Croup und Vandemar nehmen Door gefangen und lassen Richard, den Marquis und Hunter zurück.
Diese müssen nun ohne Führung durch das Große Labyrinth zu Islington finden. In diesem Labyrinth haust das Ungeheuer. Sie werden von dem Großen Ungeheuer angegriffen und Hunter wird tödlich verwundet. Mit dem magischen Speer und der Unterstützung der sterbenden Hunter gelingt es Richard, das Große Ungeheuer von London zu töten.
Richard und der Marquis eilen weiter, und als sie endlich auf Islington treffen, erkennen sie dessen wahre Absichten. Er hatte Croup und Vandemar damit beauftragt, Doors Familie zu töten. Er war auch für den Untergang des ihm anvertrauten Atlantis verantwortlich und wurde dafür aus dem Himmel verbannt.
Jetzt will er Door und den Schlüssel benutzen, um eine Tür zum Himmel zu öffnen, wo er die Herrschaft an sich reißen will. Nachdem Richard von Croup und Vandemar gefoltert wurde, gibt Door den Forderungen von Islington nach und öffnet mit dem Schlüssel eine Tür. Dafür benutzt sie allerdings die Kopie des Schlüssels und so wird nicht die Tür zum Himmel, sondern zu einem sehr weit entfernten Ort geöffnet. Islington, Croup und Vandemar werden durch das Tor hinausgesogen.
Door benutzt den echten Schlüssel der Black Friars, um Richard wieder nach Ober-London zu geleiten. Richard ist nach seiner Rückkehr in sein normales Leben eine Zeit lang glücklich, aber er begreift, dass ihn seine Erfahrungen verändert haben. Sein altes Leben und seine Freunde bedeuten ihm nichts mehr. Er begreift, dass er nicht mehr in die normale Welt passt und kehrt zurück nach Unter-London.

## Hintergründe
Bei der Adaption der Film- an die Romanhandlung sind einige Veränderungen vorgenommen worden. Am bemerkenswertesten ist dabei, dass im Roman der erste Markt im Harrods stattfindet, wogegen er im Film unter der Battersea Power Station abgehalten wird. Diese Korrektur war notwendig geworden, nachdem das Management von Harrods seine Einstellung zu den geplanten Filmarbeiten geändert hatte.

## Ausgaben
- Neil Gaiman: Niemalsland. Roman. Eichborn, Köln 2016, ISBN 978-3-8479-0615-5 (430 S., Originaltitel: Neverwhere. Übersetzt von Tobias Schnettler, ungekürzte Fassung).
- Neil Gaiman: Niemalsland. Roman. Heyne, München 1998, ISBN 3-453-13757-4 (365 S., Originaltitel: Neverwhere. Übersetzt von Tina Hohl, ursprüngliche (gekürzte) Fassung, Taschenbuch-Erstausgabe).
- Mike Carey, Glenn Fabry: Neil Gaiman’s Neverwhere. Comic. 1–9 (August 2005 – September 2006). Vertigo (englisch, Einzelhefte der Comics).
- Mike Carey, Glenn Fabry: Neil Gaiman's Neverwhere. Comic. Vertigo, 2007, ISBN 978-1-4012-1007-6 (englisch, Sammelbandausgabe der Comics).